# Ian Maddieson
Ian Maddieson (Watford, 1 de setembro de 1942 – Albuquerque, 2 de fevereiro de 2025) foi um linguista britânico-estadunidense e professor emérito de linguística na Universidade do Novo México (UNM). Tornou-se conhecido por seu trabalho em fonética e tipologia fonológica.

## Biografia
Maddieson nasceu em Watford, na Inglaterra, em 1 de setembro de 1942. Após obter o mestrado pela School of Oriental and African Studies (SOAS), lecionou durante quatro anos (1968–1971) na Universidade de Ibadã, localizada na Nigéria, antes de assumir um cargo de um ano na Universidade de Indiana, nos Estados Unidos. Seguiram-se cargos de pesquisa universitária em projetos na Universidade da Califórnia em Los Angeles (UCLA) e na Universidade Stanford. Concluiu o doutoramento em linguística na UCLA em 1977, com uma tese intitulada Universals of Tone: Six Studies. Ian permaneceu na UCLA como professor adjunto de fonética até o final de 1999, fazendo pesquisa e ocasionalmente lecionando. Em seguida, mudou-se para a Universidade da Califórnia, em Berkeley (UC Berkeley), onde permaneceu até se aposentar e mudar-se para Albuquerque em 2006.
Foi um foneticista de campo prolífico. Os seus livros pioneiros e amplamente citados, Patterns of Sounds e The Sounds of the World's Languages (com o linguista Peter Ladefoged [en]), ajudaram a definir os campos da fonética linguística contemporânea e da tipologia fonológica. Contribuiu para várias bases de dados tipológicas disponível na internet. Escreveu diversos capítulos do World Atlas of Language Structures (WALS), e trabalhou com pesquisadores do Laboratoire Dynamique du Langage em Lyon, na França, para desenvolver uma base de dados na internet dos sons das línguas de todo o mundo, com o objetivo de atualizar o UPSID [en].

### Morte
Maddieson morreu em 2 de fevereiro de 2025, em Albuquerque, no Novo México, aos 82 anos.

## Honrarias
Atuou como vice-presidente da Associação Fonética Internacional (IPA) entre os anos de 2003 a 2007, entre outros serviços prestados à IPA, incluindo atuar por muitos anos como editor-chefe da sua publicação principal, o Journal of the International Phonetic Association [en]. Foi membro fundador da Associação de Fonologia Laboratorial [en] e atuou como primeiro secretário da associação entre 2010 e 2012, na gestão de Robert Ladd [en].
Um Festschrift em sua homenagem intitulada Remembering Ian Maddieson foi editada por Keith Johnson [en] após a sua morte.

## Livros
- Ladefoged, Peter [en]; Maddieson, Ian (1996). The Sounds of the World's Languages [en]. Oxford: Blackwell. ISBN 0-631-19815-6.
  - Descreve categorias fonéticas contrastantes conhecidas e formas como os sons fonémicos diferem entre as línguas humanas, com base em dados de aproximadamente 400 línguas.
- Maddieson, Ian (1984). Patterns of Sounds. Cambridge: Cambridge University Press. ISBN 0-521-26536-3. Republicado em 2009, ISBN 978-0-521-11326-7.
  - Analisa as frequências e distribuições dos sons fonêmicos entre as línguas. Os resultados são baseados no UPSID [en] (a UCLA Phonological Segment Inventory Database).